# Jocotán
Jocotán, oficialmente conocido como Santiago Jocotán o El Hijo Predilecto de Oriente   es un municipio del departamento de Chiquimula, localizado en la región Oriental en la República de Guatemala. Se localiza en el triángulo norte de Chiquimula, próximo a la frontera con Honduras. Cubre un área de 148 km²,  y tiene una población de más de 75,000 habitantes.
Tras la conquista española en el siglo xvi, los habitantes de origen chortí se vieron desplazados de las mejores área productivas y se establecieron en regiones más áridas y de difícil acceso. Luego de la Independencia de Centroamérica en 1821, el Estado de Guatemala dividió su territorio en once distritos para impartir justicia por medio de juicios de jurados; el poblado de Jocotán fue asignado al Circuito de Chiquimula en el Distrito N.º4 (Chiquimula).
Después de la Reforma Liberal de 1871, las tierras comunales de los indígenas de la región fueron convertidas en tierras ejidales y subastadas entre los colaboradores de la Revolución Liberal para el cultivo del café, con lo que los indígenas chortí perdieron completamente el control de sus tierras.
Posteriormente fue afectado por la Guerra Civil de Guatemala en la década de 1960 y por los efectos del huracán Mitch en 1998, lo que lo dejó en una situación precaria, la cual quedó en evidencia con una crisis de hambruna que se desató en 2001.

## Demografía
De acuerdo al censo de población de 2018, Jocotán tiene una población de 70.439 habitantes, 13% de población urbana y 87% de población rural; el 80.1 por ciento es indígena y el 19.9 por ciento ladina, el 49% es de género masculino y el 51% de género femenino. El 21 por ciento de la población está comprendida entre cero y cinco años cinco años de edad, el 24 por ciento está comprendida entre los seis y catorce años de edad, el trece por ciento entre los quince y 24 años de edad y el 42 por ciento es entre 25 y más años de edad. La tasa de crecimiento poblacional es del 3.13 por ciento anual y la densidad poblacional es de 282 habitantes por km².

### Grupos étnicos
El grupo étnico predominante en el municipio es el Chortí, el cual en su mayoría se encuentra ubicado en el área rural. El idioma utilizado por la población es el español y el chortí, este último utilizado por la población indígena que suele ser bilingüe. En los últimos años se ha visto un descenso de parlantes en Chortí.

### Estilo de vida
Con respecto a la economía, se desarrollan principalmente las siguientes actividades económicas en la producción de bienes y servicios como: la minería, agricultura, ganadería, artesanía, turismo, transporte, comercio y consumo tanto en tiendas como supermercados, y financieras.

## Geografía física

### Clima
El clima en la cabecera municipal es tropical (Clasificación de Köppen: Aw).
| Parámetros climáticos promedio de Jocotán | Parámetros climáticos promedio de Jocotán | Parámetros climáticos promedio de Jocotán | Parámetros climáticos promedio de Jocotán | Parámetros climáticos promedio de Jocotán | Parámetros climáticos promedio de Jocotán | Parámetros climáticos promedio de Jocotán | Parámetros climáticos promedio de Jocotán | Parámetros climáticos promedio de Jocotán | Parámetros climáticos promedio de Jocotán | Parámetros climáticos promedio de Jocotán | Parámetros climáticos promedio de Jocotán | Parámetros climáticos promedio de Jocotán | Parámetros climáticos promedio de Jocotán |
| Mes                                       | Ene.                                      | Feb.                                      | Mar.                                      | Abr.                                      | May.                                      | Jun.                                      | Jul.                                      | Ago.                                      | Sep.                                      | Oct.                                      | Nov.                                      | Dic.                                      | Anual                                     |
| ----------------------------------------- | ----------------------------------------- | ----------------------------------------- | ----------------------------------------- | ----------------------------------------- | ----------------------------------------- | ----------------------------------------- | ----------------------------------------- | ----------------------------------------- | ----------------------------------------- | ----------------------------------------- | ----------------------------------------- | ----------------------------------------- | ----------------------------------------- |
| Temp. máx. media (°C)                     | 29.4                                      | 30.7                                      | 33.4                                      | 34.0                                      | 33.7                                      | 31.6                                      | 31.1                                      | 31.5                                      | 30.9                                      | 30.3                                      | 29.4                                      | 28.7                                      | 31.2                                      |
| Temp. media (°C)                          | 23.7                                      | 24.7                                      | 26.7                                      | 27.5                                      | 27.6                                      | 26.3                                      | 26.0                                      | 26.0                                      | 25.7                                      | 25.2                                      | 24.3                                      | 23.5                                      | 25.6                                      |
| Temp. mín. media (°C)                     | 18.0                                      | 18.7                                      | 20.0                                      | 21.1                                      | 21.5                                      | 21.0                                      | 20.9                                      | 20.6                                      | 20.6                                      | 20.2                                      | 19.2                                      | 18.4                                      | 20                                        |
| Precipitación total (mm)                  | 3                                         | 4                                         | 7                                         | 16                                        | 91                                        | 196                                       | 144                                       | 145                                       | 180                                       | 90                                        | 21                                        | 9                                         | 906                                       |
| Fuente: Climate-Data.org                  |                                           |                                           |                                           |                                           |                                           |                                           |                                           |                                           |                                           |                                           |                                           |                                           |                                           |

### Ubicación geográfica
Santiago Jocotán es un Municipio del Departamento de Chiquimula, se localiza en el norte de dicho departamento, situado en la región del Corredor Seco de la República de Guatemala, el municipio tiene una extensión territorial de 148 km², con una altitud de 480 m s. n. m. y su clima es tropical. La Villa de Santiago Jocotán se encuentra a una distancia de 204 kilómetros de la Ciudad de Guatemala; y a una distancia de 30 kilómetros del Parque Ismael Cerna de la Ciudad de Chiquimula, y próximo a la frontera con la Hermana República de Honduras. 
- Norte: Zacapa], municipio del departamento de Zacapa
- Noreste: Camotán
- Sur: Olopa
- Suroeste: San Juan Ermita
- Este: Camotán y Esquipulas
- Oeste: Chiquimula y San Juan Ermita[3]

|                                     | Norte: Zacapa, municipio del Departamento de Zacapa | Nordeste: Camotán          |
| Oeste: Chiquimula y San Juan Ermita |                                                     | Este: Camotán y Esquipulas |
| Suroeste: San Juan Ermita           | Sur: Olopa                                          |                            |

## Gobierno municipal
Los municipios se encuentran regulados en diversas leyes de la República, que establecen su forma de organización, lo relativo a la conformación de sus órganos administrativos y los tributos destinados para los mismos.  Aunque se trata de entidades autónomas, se encuentran sujetos a la legislación nacional y las principales leyes que los rigen desde 1985 son:
| N.º | Ley                                                | Descripción |
| --- | -------------------------------------------------- | --- |
| 1   | Constitución Política de la República de Guatemala | Tiene una regulación legal específica para los municipios en los artículos 253 al 262. |
| 2   | Ley Electoral y de Partidos Políticos              | Ley de carácter constitucional aplicable a los municipios en el tema de la conformación de sus autoridades electas. |
| 3   | Código Municipal                                   | Decreto 12-2002 del Congreso de la República de Guatemala. Tiene la categoría de ley ordinaria y contiene preceptos generales aplicables a todos los municipios, e inclusive contiene legislación referente a la creación de los municipios.             |
| 4   | Ley de Servicio Municipal                          | Decreto 1-87 del Congreso de la República de Guatemala. Regula las relaciones entra la municipalidad y los servidores públicos en materia laboral. Tiene su base constitucional en el artículo 262 de la constitución que ordena la emisión de la misma. |
| 5   | Ley General de Descentralización                   | Decreto 14-2002 del Congreso de la República de Guatemala. Regula el deber constitucional del Estado, y por ende del municipio, de promover y aplicar la descentralización y desconcentración económica y administrativa.                                |

El gobierno de los municipios está a cargo de un Concejo Municipal mientras que el código municipal —ley ordinaria que contiene disposiciones que se aplican a todos los municipios— establece que «el concejo municipal es el órgano colegiado superior de deliberación y de decisión de los asuntos municipales […] y tiene su sede en la circunscripción de la cabecera municipal»; el artículo 33 del mencionado código establece que «[le] corresponde con exclusividad al concejo municipal el ejercicio del gobierno del municipio».
El concejo municipal se integra con el alcalde, los síndicos y concejales, electos directamente por sufragio universal y secreto para un período de cuatro años, pudiendo ser reelectos.
Existen también las Alcaldías Auxiliares, los Comités Comunitarios de Desarrollo (COCODE), el Comité Municipal del Desarrollo (COMUDE), las asociaciones culturales y las comisiones de trabajo. Los alcaldes auxiliares son elegidos por las comunidades de acuerdo a sus principios y tradiciones, y se reúnen con el alcalde municipal el primer domingo de cada mes, mientras que los Comités Comunitarios de Desarrollo y el Comité Municipal de Desarrollo organizan y facilitan la participación de las comunidades priorizando necesidades y problemas.

## Historia
En la época prehispánica una buena parte del oriente de Guatemala era territorio de la etnia chortí. 

### Época colonial
Durante el avance de la colonización, en el siglo xvi, se fueron despojando las tierras indígenas, para pasar a manos de los colonizadores y sus descendientes, sin embargo, algunas quedaron como tierras comunales. Este hecho ha empujado a la población chortí a desplazarse, viéndose obligada a trasladarse a las laderas secas, en regiones de difícil acceso.
Con el tiempo, los nuevos colonizadores, que traían una nueva forma de explotar la naturaleza, se instalaron y comenzaron la devastación de los bosques y montes. Como consecuencia de esto, el clima fue cambiando a seco y cálido, y los suelos fueron perdiendo su fertilidad y capacidad de producción. Muchos de estos españoles pasaron, en varias generaciones, a ser campesinos pobres.

### Tras la Independencia de Centroamérica
La constitución del Estado de Guatemala del 11 de octubre de 1825 dividió al territorio del Estado en once distritos para impartir justicia; el poblado de Jocotán era parte del Circuito de Chiquimula en el Distrito N.º4 (Chiquimula); a este circuito pertenecían también: San José, Ipala, Orégano, Cubiletes, Hermita, Alotepeque, San Isidro, Concepción, Esquipulas, Atulapa, Jagua, Olopa, Piedra de Amolar, Orcones, Jupilingo, Camotán, San Jacinto, San Juan Hermita, Chancó, San Nicolás, Quetzaltepeque, Santa Elena y San Esteban.

### Reforma Liberal: cultivo del café
Con la Revolución Liberal de 1871 se inició la producción de café en el municipio, al igual que en el resto de Guatemaa; al mismo tiempo se estableció el régimen municipal y las tierras comunales se transformaron en tierras ejidales. Las autoridades municipales fueron otorgando las tierras en usufructo a personas individuales, por lo que los chortí fueron perdiendo el control de sus tierras comunales. Muchos de los ladinos del pueblo pasaron a ser cafetaleros (sobre todo medianos) y los pobladores chortí pasaron a ser cortadores de café.

### SigloXX
La Guerra civil de Guatemala —que duró 36 años— se originó en la zona oriental; aunque los hechos no estén bien documentados, sucedieron algunas masacres y hubo represión selectiva en contra de los habitantes del municipio sobre todo a principios del conflicto (décadas 1960-70). A pesar de ello, de los fondos obtenidos a partir de la firma de paz, muy pocos fueron orientados hacia el municipio de Jocotán.
La situación de pobreza de la población del municipio no ha sido un secreto para los diferentes gobiernos del país, por ello se han orientado dos proyectos regionales (Proyecto Trifinio y Prozachi) a la población del lugar en la década de los 90. Lamentablemente con resultados muy poco visibles.
En noviembre de 1998, las ráfagas exteriores del huracán categoría N.º5 Mitch afectaron fuertemente la zona, provocando daño en la infraestructura productiva y en la producción agrícola de subsistencia. Como señala FLACSO, este fenómeno natural agravó las precarias condiciones de vida de las familias, especialmente rurales e indígenas.

### SigloXXI
| «Si en Guatemala el 80 % de la población está en la pobreza, con ese porcentaje no sé por qué se hace tanto escándalo por esta hambruna.» —Alfonso Portillo, 2001 |

El 3 de agosto de 2001 la municipalidad de Jocotán declaró «alerta amarilla» en el municipio al tener conocimiento de la situación que vivían las comunidades del área rural. Los factores desencadenantes de esta situación fueron, por un lado la disminución de la lluvia, y por otro la falta de ingresos por jornales agrícolas (baja de los precios del café y otros problemas en cultivos de exportación), a causa de ello se hicieron escasos los alimentos en los hogares de algunas comunidades y provocaron una situación de inseguridad alimentaria nutricional que se evidencia por el aumento de niñas, niños y mujeres desnutridas. El gobierno de Alfonso Portillo decretó estado de calamidad pública para movilizar ayuda internacional; oficialmente se reconocieron cuarenta y ocho víctimas mortales, pero hubo rumores de una cifra mucho mayor.
En se momento, más de cien mil guatemaltecos habitaban el Corredor Seco y comían una vez cada 48 horas, y su alimentación no era suficiente; los principales municipios afectados fueron Camotán y Jocotán, donde algunos reservan puñados de granos de viejas cosechas de frijoles y maíz, pero otros se deben contentar con tortillas inundadas de sal y hasta hierbas silvestres. El ministro de Agricultura, Jorge Escoto, admitió «no haber previsto a tiempo la gravedad de la situación de los agricultores» y reconoció que «se sabía que el precio internacional del café iba a caer y eso perjudica a nuestra economía y no hicimos nada».
Como respuesta, el plan de calamidad pública autorizó el envío de mil seiscientas toneladas de alimentos a los cien municipios afectados por la hambruna y pedir ayuda al Banco Interamericano de Desarrollo, a los Estados Unidos y a la Cruz Roja Internacional.

## Recursos naturales

### Flora y fauna
En el municipio se han identificado 3 zonas de vida:
- Bosque seco subtropical en un 15% del territorio con precipitaciones de 500 a 1,000 mm, aquí se encuentra la región urbana de la Villa de Santiago Jocotán.
- Bosque húmedo subtropical templado en el 80% del territorio, especialmente en el área rural con precipitaciones de 1,100 a 1,350 mm; y una época de lluvias de mayo a noviembre con una biotemperatura media anual de 20°C a 26 °C centígrados.
- Monte espinoso subtropical en un 5% de su territorio en la colindancia con los municipios de Zacapa y Chiquimula con una recipitación pluvial anual de 400 a 600 mm

| Tipo  | Clasificación | Listado |
| ----- | ------------- | --- |
| Flora | Madereros     | Pino, encino, pepeto, eucalipto, roble, casuarina y árboles de pito                                             |
| Flora | Frutales      | jocote, mango, naranja, limón, banano, zapote                                                                   |
| Flora | Medicinales   | Hierbabuena, cilantro, hierba mora, bledo, chipilín, pito, verbena, chacté, ruda, loroco, izote, hierba de toro |
| Fauna | Silvestre     | Conejo, venado, mapaches, armados, tacuazines, coche de monte, gato de monte y diversos peces y aves.           |

## Costumbres y tradiciones

### Fiestas importantes
La Fiesta Patronal del Apóstol Santiago el día 25 de julio, la fiesta de Ramos durante Semana Santa, el 15 de septiembre, Nochebuena y Navidad, Festival Folclórico del Área Chortí, Día de Finados, Día de la Familia el primer domingo de junio, Carnaval, el día Internacional del Niño, el día Internacional de la Mujer, día de la Madre y el día del Padre.